# 澤村正也
澤村 正也（さわむら まさや、1961年 - ）は、日本の化学者で、北海道大学大学院理学研究院・大学院理学院・理学部化学部門の教授。高知県出身。研究不正を行い、4本の論文で、捏造519か所、改ざんが317か所と大規模不正行為が認定されている。令和5年11月から令和9年3月まで研究資金停止の措置を取られている。
専門は合成化学・有機化学。

## 学歴と職歴
- 1989年： 京都大学で博士号取得
- 1989年： 京都大学で助教授
- 1993年： ハーバード大学で研究員（1993-1994）
- 1995年： 東京工業大学で助教授
- 1995年： 東京大学で助教授
- 1996年： 講師
- 1997年： 助教授
- 2001年： 北海道大学で教授

## 研究不正
澤村正也教授らの研究チームが2020年8月に発表した。脂肪酸を有用な有機化合物に合成するための人工触媒を開発した内容で、反応物の構造を調べる核磁気共鳴（NMR）の複数のデータで改ざんの疑いが明らかになり、2022年4月29日付で取り下げた。調査結果によると、調査対象となった主な論文は4本、認定された不正行為は、4本の論文で捏造（ねつぞう）519か所、改ざんが317か所。Journal of the American Chemical Societyに発表された2つの論文が、NMRスペクトルとHPLCチャートの捏造のために撤回された。

## 不正行為が行われた事業
不正が行われた事業一覧。
-事業名：戦略的創造研究推進事業　先導的物質変換領域（ＡＣＴ－Ｃ）
研究課題名：量子シミュレーションに基づく不斉Ｃ－Ｈ活性化触媒の開発
研究実施期間：平成２４年度～平成２９年度
-事業名：戦略的創造研究推進事業（ＣＲＥＳＴ）
研究課題名：有機合成用鉄触媒の高機能化
研究実施期間：平成２３年度～平成２９年度
-事業名：科学研究費助成事業科学研究費補助金基盤研究（A）
課 題 名： 配位子設計を基盤とする C-H 結合不斉変換反応の開発
研究期間： 2018～2020 年度

## 業績
表面固定化触媒の開発、ナノ空間触媒の分子デザイン、銅触媒による新反応の開発、高選択的アリル化反応の開発で著名な業績。アシルシランとリン酸アリルエステルを反応基質とした可視光駆動銅触媒不斉アリル位アシル化反応を開発した。